# Gilbert Dyer
Pour les articles homonymes, voir Dyer.
Gilbert Dyer, né en 1743 et mort le 19 octobre 1820, est un libraire anglais, également connu comme écrivain antiquaire.

## Biographie
Fils de Gilbert Dyer, instituteur sur le versant oriental du Dartmoor, il naît dans le hameau de Dunstone, dans la paroisse de Widecombe in the Moor, dans le Devon, et est baptisé le 14 septembre 1743. Après avoir travaillé comme assistant de son père, il est nommé en juin 1767 maître d'école de Tucker's Hall, à Exeter, et y reste pendant 21 ans.
Vers 1788, il ouvre une librairie en face du Guildhall à Exeter et devient rapidement un acteur important du commerce dans l'ouest de l'Angleterre. Il se fait remarquer pour ses catalogues et sa bibliothèque itinérante. William Hone note leur impressionnant entrepôt de théologie.

### Famille
Gilbert Dyer s'est marié deux fois : d'abord, le 19 juillet 1772, avec Sarah Sayer de Cathedral Close, Exeter, avec qui il a deux enfants, Sarah, baptisée à la cathédrale le 25 février 1775, et Gilbert, baptisé le 9 juin 1776 ; et ensuite, en 1789, avec Sarah Finnemore d'Exeter, qui semble être décédée le 24 octobre 1811, à l'âge de 83 ans.

### Fin de vie et mort
Jusqu'à quelques jours avant sa mort, Gilbert Dyer semble en bonne santé, mais il succombe à une fièvre. Il meurt à Exeter le 19 octobre 1820. 

## Publications
Gilbert Dyer a publié en 1796 un traité anonyme intitulé The Principles of Atheism proved to be unfounded from the Nature of Man, dans lequel il cherchait à établir que l'homme « devait avoir été créé, préservé et instruit par la Providence divine ». Il publia en 1805 un volume intitulé A Restoration of the Ancient Modes of bestowing Names on the Rivers, Hills, &c. of Britain, qui avait pour origine son désir « d'explorer les étymologies de quelques rivières et villes près d'Exeter », et dans lequel il remontait jusqu'à l'origine gaélique de leurs noms. Son ouvrage ultérieur, Vulgar Errors, Ancient and Modern (1816)  contenait le traité de 1796 sur l'athéisme et des commentaires sur Richard de Cirencester et Antonin, qui avaient été publiés en 1814. Il s'appuyait également sur les spéculations qu'il avait contribué au Monthly Magazine en 1809.